# Old Crow (Yukon)
Old Crow (Teechik på Gwich'in) er en bebyggelse ved floden Porcupine River, i den nordlige del af Yukon i Canada. Det er territoriets nordligste samfund og kan kun nås med fly. Befolkningen var i 2011 på 245 indbyggere, af hvilke de fleste var Gwich'in-indianere.